# ISO 3166-2:TW
ISO 3166-2:TW è il sottogruppo del codice ISO 3166-2 relativo a Taiwan.
La prima parte dei codici territoriali è costituita dal codice ISO 3166-1 alpha-2 TW identificativo di Taiwan, mentre la seconda parte è costituita da un gruppo di tre caratteri che identifica le città, le contee e le municipalità speciali dell'isola.

## Lista dei codici
| Codice | Suddivisione | Categoria             |
| ------ | ------------ | --------------------- |
| TW-CYI | Chiayi       | città provinciale     |
| TW-HSZ | Hsinchu      | città provinciale     |
| TW-KEE | Keelung      | città provinciale     |
| TW-CHA | Changhua     | contea                |
| TW-CYQ | Chiayi       | contea                |
| TW-HSQ | Hsinchu      | contea                |
| TW-HUA | Hualien      | contea                |
| TW-KIN | Kinmen       | contea                |
| TW-LIE | Lienchiang   | contea                |
| TW-MIA | Miaoli       | contea                |
| TW-NAN | Nantou       | contea                |
| TW-PEN | Penghu       | contea                |
| TW-PIF | Pingtung     | contea                |
| TW-TTT | Taitung      | contea                |
| TW-ILA | Yilan        | contea                |
| TW-YUN | Yunlin       | contea                |
| TW-KHH | Kaohsiung1   | municipalità speciale |
| TW-NWT | Nuova Taipei | municipalità speciale |
| TW-TXG | Taichung2    | municipalità speciale |
| TW-TNN | Tainan3      | municipalità speciale |
| TW-TPE | Taipei       | municipalità speciale |
| TW-TAO | Taoyuan4     | municipalità speciale |

### Modifiche
Le suddivisioni numerate sono state sciolte a partire dal 25 dicembre 2010 (25 dicembre 2014 per Taoyuan), e sono state sostituite da nuove municipalità speciali. Non sono state ancora assegnate sigle per queste regioni.
| # | Suddivisione | Categoria             | Note                                                                                                |
| - | ------------ | --------------------- | --------------------------------------------------------------------------------------------------- |
| 1 | Kaohsiung    | municipalità speciale | Creata dalla fusione del distretto di Kaohsiung (TW-KHQ) e della municipalità di Kaohsiung (TW-KHH) |
| 2 | Taichung     | municipalità speciale | Creata dalla fusione del distretto di Taichung (TW-TXQ) e della municipalità di Taichung (TW-TXG)   |
| 3 | Tainan       | municipalità speciale | Creata dalla fusione del distretto di Tainan (TW-TNN) e della municipalità di Tainan (TW-TNQ)       |
| 4 | Taoyuan      | municipalità speciale | Modifica di Taoyuan (TW-TAO)                                                                        |